# Valfrid Perttilä

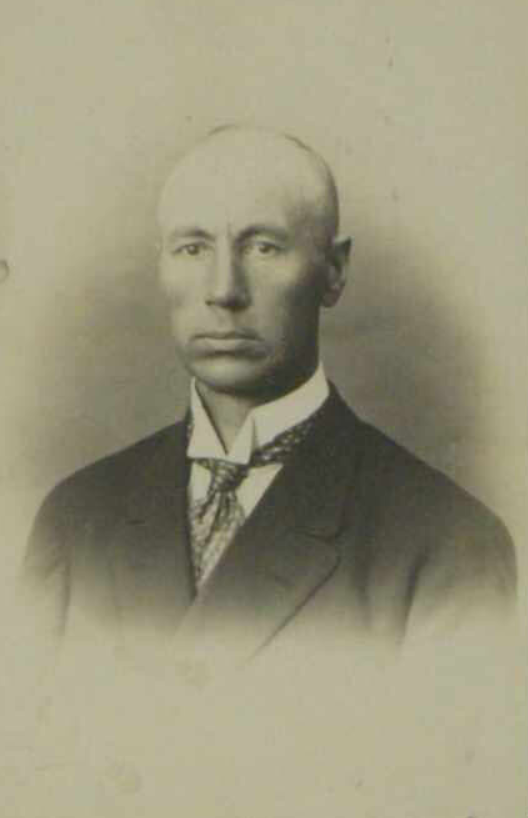
Valfrid Perttilä

Valfrid Perttilä (Isokyrö, 23 september 1878 - Sovjet-Unie, 1953) was een Fins communistisch politicus.
Perttilä behoorde tot de linkervleugel van de Finse Sociaaldemocratische Partij. Hij nam deel aan de revolutie in Finland die tijdelijk de bolsjewieken aan de macht bracht (januari 1918). De bolsjewieken riepen daarop de Finse Socialistische Radenrepubliek uit. De burgerlijke regering ontvluchtte daarop Helsinki en ging de strijd aan met de radenrepubliek.
Op 14 februari 1918 werd Perttilä voorzitter van het Uitvoerende Comité van de radenrepubliek. De werkelijke macht lag echter bij Otto Kuusinen. Het programma van de radenrepubliek was niet zo radicaal als haar tegenstanders, de Witten, beweerden. Het was sociaaldemocratisch en liberaal van karakter. De leiders van de radenrepubliek wilden een democratische Finse republiek stichten met een parlementair stelsel en uitgebreide sociale hervormingen. Nationalisatie en het de Dictatuur van het proletariaat kwamen in het programma van de radenrepubliek niet voor. Omdat de leiders van de radenrepubliek zich in het nauw gedreven voelden vroegen ze hulp van Sovjet-Rusland en kregen die.
Met hulp van het Witte Leger, het Jägersregiment en een Duitse expeditiemacht wist het Finse leger onder generaal Carl Gustaf Mannerheim de radenrepubliek te verslaan. In de daaropvolgende Witte Terreur kwamen vele revolutionairen om het leven.